# Бундзене, Геновайте Пиюсовна
Геновайте Пиюсовна Бундзене — советский литовский хозяйственный деятель, Герой Социалистического Труда.

## Биография
Родилась в 1914 году в Юрбаркасе. Член КПСС с 1948 года.
Участница подпольного коммунистического движения в Литве (1936—1940).
Угнана в концлагерь немецкими оккупантами.
В 1944—1950 — хозяйственный и партийный работник в Каунасском уезде Литовской ССР.
В 1950—1980 — председатель колхоза «Кяляс и комунизма» Вилькийского района Литовской ССР.
Указом Президиума Верховного Совета СССР от 5 апреля 1958 года присвоено звание Героя Социалистического Труда с вручением ордена Ленина и золотой медали «Серп и Молот».
Депутат Верховного Совета Литовской ССР 4-5-го созывов.
Умерла в Литве после 1985 года.

## Награды и звания
- Герой Социалистического Труда (05.04.1958)
- Орден Ленина (05.04.1958, 1966)
- Орден Октябрьской Революции (08.04.1971)